# Turó de Sant Marçal
El Turó de Sant Marçal és una muntanya de 1.528 metres que es troba entre els municipis de Viladrau, a la comarca d'Osona i de Montseny, a la comarca del Vallès Oriental.